# Galina Alekseïeva
Pour les articles homonymes, voir Alekseïeva.
Galina Aleksandrovna Alekseïeva (en russe : Галина Александровна Алексеева), née le 27 novembre 1946 à Moscou (république socialiste fédérative soviétique de Russie, URSS) et morte le 4 février 2024, est une plongeuse soviétique.

## Carrière sportive

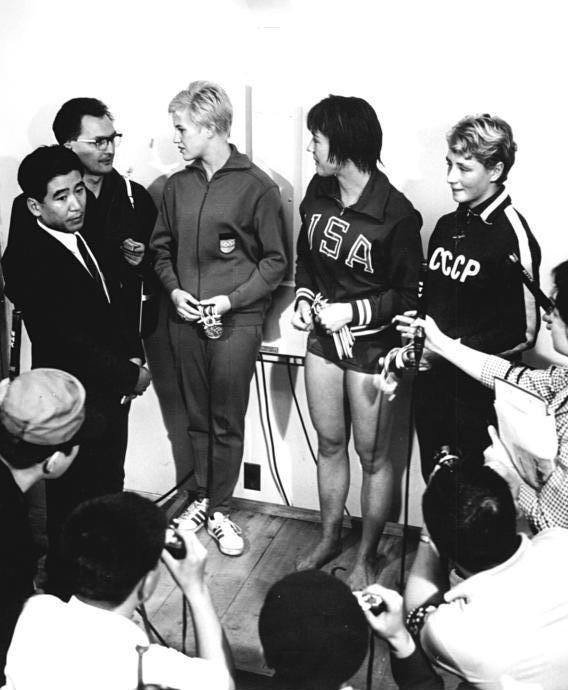
Galina Alekseïeva (URSS), Lesley Bush (É-U) et Ingrid Kramer (RDA) (de droite à gauche) aux Jeux olympiques d'été de 1964 à Tokyo.

Galina Alekseïeva remporte aux Jeux olympiques d'été de 1964 à Tokyo la médaille de bronze du plongeon individuel à 10 mètres. Quatre ans plus tard, elle se classe 17e aux Jeux olympiques d'été de Mexico.